# 赵启民
赵启民（1910年9月19日—1997年2月7日），陕西省蓝田县孟村乡申家坡村人，中国人民解放军中将。1955年获二级八一勋章、一级独立自由勋章、一级解放勋章。

## 生平
1926年考入西安第一师范学校。1928年1月加入中国共产主义青年团，1930年2月转入中国共产党，1932年参加中国工农红军。后毕业于抗日军政大学。1955年，接替方强，担任南海舰队司令员。1959年，由吴瑞林接任。1955年，授中国人民解放军中将军衔。1960年1月任中国人民解放军海军副司令员。1968年9月改任国防科委副主任。此外他担任中共第九届中央候补委员。1997年2月7日10时16分，在北京逝世，享年87岁。